# Barbara Woottonová
Barbara Woottonová, baronka Woottonová z Abingeru (14. května 1897 – 11. července 1988) byla britská socioložka, kriminalistka a ekonomka.
Narodila se jako Barbara Adamová v Cambridgi. Po studiích na prestižní dívčí škole Perse School for Girls absolvovala v letech 1914–1919 ekonomii a klasická studia na cambridgeské Girton College.
Její první manžel, John (Jack) Wootton, podlehl jen pár týdnů po svatbě následkům těžkých zranění z bojů v první světové válce. V roce 1934 se Barbara Woottonová provdala za George Wrighta, s nímž žila až do jeho smrti v roce 1964.
Ve 30. letech byla členkou Unie federalistů, názorové platformy za federalizovanou Evropu, již zastupovala v debatách s představitelem socialistů Edgarem Hardcastlem.
Od roku 1948 působila jako profesorka na londýnské Bedford College.
Publikovala řadu prací z oblasti ekonomie a sociologie, k nejznámějším bývají řazeny Lament for Economics (1938), End Social Inequality (1941), Freedom Under Planning (1945), Social Science and Social Pathology (1959), Crime and the Criminal Law (1964) a Incomes Policy (1974).
Za svůj výzkum zejména v oblasti ekonomických aspektů chudoby a jejich sociálně-patologických dopadů s akcentem na kriminalitu obdržela řadu ocenění. V roce 1984 natočila BBC její portrét v rámci dokumentárního cyklu Ženy století.
Zemřela v pečovatelském domě v Surrey v roce 1988 ve věku 91 let.